# دومینیک ای. آنتونلی
دومینیک ای. آنتونلی (به انگلیسی: Dominic A. Antonelli) فضانورد اهل کشور ایالات متحده آمریکا است که در ۲۳ اوت ۱۹۶۷ میلادی در دیترویت زاده شد. وی در مأموریت اس‌تی‌اس-۱۱۹، اس‌تی‌اس-۱۳۲ حضور داشته است.